# Louise de Bettignies
Louise Marie Jeanne Henriette de Bettignies (pronunciación en francés: /lwiz maʁi ʒan ɑ̃ʁjɛt də bɛtiɲi/; (15 de julio de 1880 - 27 de septiembre de 1918) fue una agente secreta francesa que espió a los alemanes para los británicos durante la Primera Guerra Mundial utilizando el seudónimo de Alice Dubois. 
Fue arrestada y encarcelada en octubre de 1915 y murió en cautiverio poco antes de que finalizara la guerra.
Recibió póstumamente la Cruz de la Legión de Honor, la Croix de guerre 1914-1918 con palma y la Medalla Militar Británica. Además, fue nombrada Oficial de la Orden del Imperio Británico .

## Familia
Las raíces de la familia Bettignies se remontan al año 1228. El Señorío de Bettignies estaba ubicado cerca de la ciudad de Mons, en lo que hoy es Bélgica. Hay más rastros de la familia en 1507.
Peterinck de La Gohelle, bisabuelo de Bettignies, era originario de Lille. Se instaló en Tournai en 1752, donde fundó una fábrica de porcelana en el quai des Salines, a la cual llamó fábrica imperial y real. En 1787, el duque de Orleans encargó a Tournai un magnífico servicio decorado en azul, algunas de estas piezas se conservan en el Museo Real de Mariemont. 
En 1818, Maximilen Joseph de Bettignies, abogado del consejo de Tournai, Consejero General y magistrado, abrió un depósito en la rue du Wacq de Saint-Amand-les-Eaux, que regaló a su hijo Maximilian.
El 31 de julio de 1818, MJ de Bettignies presentó la patente n.º 521 sobre la pasta con la que se fabricaban grandes jarrones de porcelana china (Brev. d'inv., tomo XVI, p. 276).
Los aranceles eran elevados y el depósito se convirtió en fábrica después de hacerse cargo del suministro de material el fabricante de porcelana Fauquez, el cual lo mejoró. Instalada inicialmente en la calle Marion, la fábrica se instaló en 1837 en un lugar llamado Le Moulin des Loups, en la carretera de Valenciennes. En 1831, Maximilian Joseph obtuvo la nacionalidad francesa. En 1833 se casó en Orchies con Adeline Armande Bocquet, con quien tuvo cuatro hijos, uno de los cuales era Henri, el padre de Louise de Bettignies.
En 1866, Henri de Bettignies se casó con Julienne Mabille de Poncheville, procedente de una antigua familia de abogados del norte de Francia.
La familia Mabille tenía sus orígenes en Paso de Calais y durante varias generaciones tuvo notarios en Valenciennes.
El 30 de junio de 1880, Henry y Maximilian de Bettignies cedieron su negocio a Gustave Dubois y Léandre Bouquiaux.

## Educación y familia
A pesar de las dificultades económicas de su padre, de Bettignies obtuvo una educación secundaria en Valenciennes con las Hermanas del Sagrado Corazón .  Según su primo, André Mabille de Poncheville [fr],

Ella tenía seis años más que yo. La veía con mayor frecuencia en Valenciennes, en la casa de nuestra abuela [...] Louise era rubia, de apariencia frágil, con un rostro expresivo y ojos penetrantes que parecían moverse en todas direcciones... Es cierto que los días en que la vi, cuando tenía alrededor de doce años, eran sus vacaciones. Era una interna en el convento de la Santa Unión de los Sagrados Corazones, donde las buenas monjas alimentaban a esa niña vivaz con opiniones similares a las de su abuela. Sin embargo, trabajaba para darles satisfacción.

Según Laure Marie Mabille de Poncheville,

Todavía conservo vivos recuerdos de mi prima durante el tiempo que pasamos en la casa de nuestra abuela en la calle rue Capron, en Valenciennes... Louise tenía entonces doce años. Ambos éramos estudiantes de las 'Dames de la Sainte-Union', ella como interna y yo como externo. Ya mostraba un carácter fuerte, juguetón... Sí, Louise era muy agradable, muy inteligente y demostraba mucha personalidad.

Sus padres se mudaron a Lille en 1895, pero ella se fue en 1898 a Inglaterra para continuar sus estudios superiores con las Ursulinas en Upton, Essex, y luego con las Ursulinas en Wimbledon y Oxford.
Tras la muerte de su padre en 1903, regresó a Lille, donde se graduó en la Facultad de Letras de la Universidad de Lille en 1906. Después de sus estudios, tenía un amplio dominio del inglés y un buen conocimiento del alemán y el italiano.

## Carrera temprana
Trabajó como tutora en Pierrefonds, Oise, y se trasladó a Milán, Italia, a casa de Giuseppe Visconti de Modrone. En 1906, cuando estaba con los Visconti, viajó extensamente por toda Italia. En 1911, fue al conde Mikiewsky, cerca de Lemberg (Lviv), en Galicia. De 1911 a 1912 estuvo con el príncipe Carl Schwarzenberg en el castillo de Orlík.
Luego se mudó con la princesa Elvira de Baviera, al castillo de Holeschau, Austria-Hungría (hoy Moravia, República Checa ). Se supone que conoció a Rupprecht de Baviera durante su viaje en 1915. Fue allí donde le ofrecieron el puesto de tutora de los hijos de Fernando José, heredero del trono austrohúngaro. Ella rechazó la oferta y regresó a Francia. De regreso a Lille, a principios de 1914, donde fue operada de apendicitis, se dirigió a casa de su hermano en Bully-les-Mines.
Al estallar la guerra, Louise vivía en una villa en Wissant que alquilaba su hermano Albert.

## Primera Guerra Mundial
Antes de que terminara agosto, Louise dejó Wissant y regresó a Saint-Omer . Desde allí tomó el pretexto de reunirse con su hermana Germaine, cuyo marido, Maurice Houzet, estaba movilizado, para ir a Lille.

### Contexto en Lille
El 1 de agosto de 1914, Adolphe Messimy, ministro de la Guerra, suprime, con la aprobación de René Viviani, presidente del Consejo, el cargo de gobernador de Lille. Se había excedido en sus derechos, ya que el desmantelamiento debería haber sido previsto por ley. Lille fue entonces declarada " ciudad abierta " (sus fortificaciones fueron desmanteladas en 1910) y el personal fue evacuado el 24 de agosto. El 22 de agosto, después de que se avistaran patrullas alemanas en las proximidades de Lille, el general Percin instaló un cañón de 75  mm frente a cada puente levadizo de la ciudadela. Esta iniciativa provocó la ira de Charles Delesalle, el alcalde, y de los partidarios del no defensa. Ante esto, Pervin retrocedió. A espaldas del prefecto, los partidarios de la no defensa crearon nuevas iniciativas para desarmar la ciudad. El 24 de agosto, el Estado Mayor evacuó Lille.
Durante este período turbulento, el gobierno cedió al miedo. El prefecto Félix Trepont recibió la orden de retirarse con los servicios administrativos y postales a Dunkerque . Luego, unos días más tarde, recibió una contraorden. A su regreso, el prefecto encontró las oficinas de los edificios militares abiertas a todos los vientos y el equipamiento abandonado. El 27 de agosto, Trepont pidió a John Vandenbosch, un industrial, que trasladara todo el equipo militar a Dunkerque. El transporte duró 21 días y se necesitaron 278 trenes. El 2 de septiembre, los alemanes entraron en la ciudad y luego se marcharon tras exigir un rescate. Regresaron varias veces. El 4 de octubre, un destacamento de Wahnschaffe tropezó con un batallón de cazadores a pie que descansaba en la ciudad. Desconcertados, se retiraron y quemaron algunas casas en el suburbio de Fives.
Lille fue invadida por una multitud de refugiados. Hasta el 9 de octubre reinaba la confusión tanto en la prefectura como en la ciudad.
El 9 de octubre, el comandante Félix de Pardieu y sus territoriales recibieron la orden de retirarse en la región de Neuve-Chapelle, dejando a Lille sin defensor. El general Ferdinand Foch, que llegó la noche del 4 al 5 de octubre, advertido por el prefecto, envió al comandante Pardieu de vuelta hacia Lille bajo la protección del 20.º regimiento de cazadores a caballo. Retrasado por la multitud, el convoy de municiones fue atacado por un destacamento del general Georg von der Marwitz . Cansado de esperar el inicio de la ofensiva británica, Foch envió el cuerpo de caballería del comandante Conneau a Lille. Al filo del mediodía del 12 de octubre, Lille escuchó los disparos que se acercaban. El cuerpo de Conneau participó en una famosa batalla, pero no persistió, creyendo que Lille había sucumbido. Rodeando la ciudad, los alemanes disponían de entre 50.000 y 80.000 hombres, frente a una abigarrada banda de 2.795 hombres compuesta por cazadores, goumiers y sobre todo territoriales, armados con una batería de artillería, con tres cañones de 75 mm y poca munición.

### Bajo fuego
Louise y Germaine vivían juntas en el 166 de la rue d'Isly.
Del 4 al 13 de octubre de 1914, haciendo girar el único cañón que tenían las tropas de Lille, los defensores lograron engañar al enemigo y retenerlo durante varios días en una intensa batalla que destruyó más de 2.200 edificios y casas, especialmente en la zona del estación. Louise, atravesando las ruinas de Lille, aseguró el suministro de municiones y alimentos a los soldados que todavía disparaban contra los atacantes. En hospitales improvisados, escribió cartas en alemán dictadas por alemanes moribundos a sus familias.

### Servicio de espionaje: la Red Alice

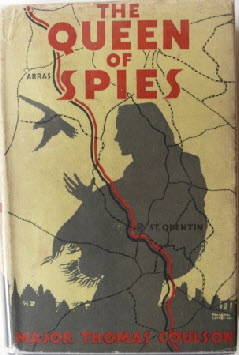
Portada del libro "La reina de los espías" del mayor Thomas Coulson

Después de que el ejército alemán invadió Lille en octubre de 1914, de Bettignies comenzó a llevar mensajes de personas atrapadas allí hacia y desde sus familiares en la Francia desocupada. Lo hizo escribiéndolas con jugo de limón en una enagua. Una vez en su destino, planchó la enagua para que los mensajes fueran visibles y los cortó para entregarlos. Impresionados por su inteligencia y sus habilidades lingüísticas, los oficiales de las agencias de inteligencia francesa e inglesa intentaron reclutarla. Decidió trabajar para los británicos, quienes le pusieron el seudónimo de Alice Dubois y la ayudaron a montar una red de inteligencia de unas cien personas.
Alice Network proporcionó información importante a los británicos a través de la Bélgica y los Países Bajos ocupados.  Se estima que la red salvó la vida de más de mil soldados británicos durante sus 9 meses de pleno funcionamiento, de enero a septiembre de 1915.
La red, que operaba a cuarenta kilómetros del frente al oeste y al este de Lille, era tan eficaz que sus superiores ingleses la apodaron "la reina de los espías". A partir de la primavera de 1915, de Bettignies trabajó en estrecha colaboración con Marie Léonie Vanhoutte, alias Charlotte Lameron. 
De Bettignies contrabandeó hombres a Inglaterra, proporcionó información valiosa al Servicio de Inteligencia y preparó para sus superiores en Londres un mapa cuadriculado de la región alrededor de Lille. Cuando el ejército alemán instaló una nueva batería de artillería, la inteligencia que ella proporcionó permitió que el Royal Flying Corps bombardeara esta posición camuflada en ocho días.
Otra oportunidad le permitió informar de la fecha y hora del paso del tren imperial que llevaba al Káiser en visita secreta al frente de Lille. Durante la aproximación a Lille, dos aviones británicos bombardearon el tren y emergieron, pero no alcanzaron su objetivo. El mando alemán no comprendía la situación única de estos cuarenta kilómetros de frente "maldito" (en poder de los británicos) de casi setecientas millas de frente.
Uno de sus últimos mensajes anunció la preparación de un ataque alemán masivo contra Verdún a principios de 1916. La información fue transmitida al comandante francés, pero lamentablemente se negó a creerla.
Detenida por los alemanes el 20 de octubre de 1915 cerca de Tournai, fue condenada a muerte el 16 de marzo de 1916 en Bruselas. Posteriormente, su sentencia fue conmutada por trabajos forzados de por vida. Después de estar recluida durante tres años, murió el 27 de septiembre de 1918 a consecuencia de abscesos pleurales mal intervenidos en el Hospital St. Mary de Colonia.
Su cuerpo fue repatriado el 21 de febrero de 1920. El 16 de marzo de 1920 se celebró en Lille un funeral en el que se le concedió póstumamente la Cruz de la Legión de Honor, la Croix de guerre 1914-1918 con palma y la Medalla Militar Británica, y fue nombrada Oficial de la Orden del Imperio Británico. Está enterrada en el cementerio de Saint-Amand-les-Eaux.

## Homenajes

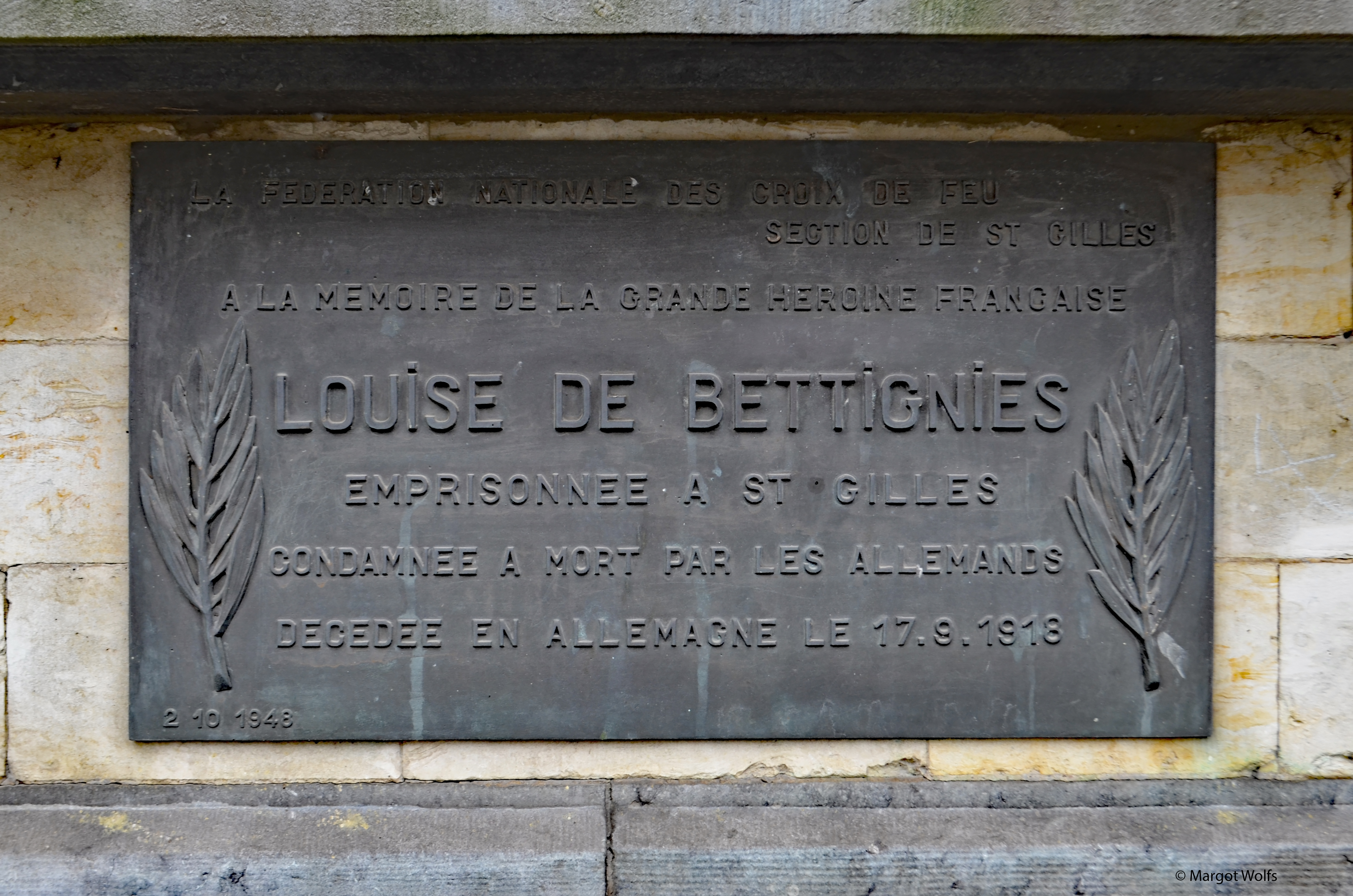
En memoria de Luisa de Bettignies; Frente a la prisión de St. Gilles, Bruselas, Bélgica

- En memoria de Luisa de Bettignies; Frente a la prisión de St. Gilles, Bruselas, Bélgica En Lille, hay un monumento a Louise de Bettignies que incluye una estatua de ella con un soldado arrodillado y besándole la mano.[16]

- En 2008, se creó un pequeño museo en su lugar de nacimiento, rue Louise de Bettignies (antes rue de Condé) en Saint-Amand-les-Eaux. A partir de octubre de 2021, estaba previsto terminar un gran retrato de Bettignies en el exterior del edificio, que se estaba convirtiendo en un centro de recursos dedicado a la emancipación de la mujer.[17]

- Varias ciudades francesas han puesto su nombre a calles, escuelas y otras estructuras, por ejemplo, la escuela donde estudió (y de la que fue expulsada) Françoise Sagan.

- De Bettignies es un personaje secundario en el libro de Kate Quinn The Alice Network, publicado en 2017.[18]

## Otras lecturas
- Hélène d'Argœuvres, Louise de Bettignies, Plon, 1937 y La Colombe, 1956.
- Poirier, Leon (1937). Soeurs d'Armes [Sisters in Arms] (en francés). Maison Mame.
- Coulson, Thomas (1935). The Queen of Spies, Louise de Bettignies. London, UK: Constable & Co. OCLC 5271094.
- Moriaud, Gem (1928). Louise de Bettignies. Taillendier.
- Rédier, Antoine (1923). La Guerre des Femmes. Histoire de Louise de Bettignies et de ses Compagnes. Les Éditions de la Vraie France.